# Піта південномолуцька
Піта південномолуцька (Erythropitta rubrinucha) — вид горобцеподібних птахів родини пітових (Pittidae). Раніше вважався підвидом піти червоночеревої (Erythropitta erythrogaster).

## Поширення
Ендемік Індонезії. Поширений на островах Буру, Серам і дрібних сусідніх островах. Природним середовищем існування є субтропічні або тропічні вологі низинні ліси.